# Stadion am Böllenfalltor
Lo Stadion am Böllenfalltor, chiamato dal 2014 Merck-Stadion am Böllenfalltor per ragioni di sponsorizzazione, è un impianto sportivo di Darmstadt, in Germania. Vi disputa le proprie partite interne la squadra calcistica del Darmstadt.

## Storia
La storia dello stadio inizia nel 1919, con la fusione delle due squadre di Darmstadt dell'epoca, FK Olympia e SC 05. Si ebbe quindi la necessità di uno stadio più capiente.
Dopo la seconda guerra mondiale lo stadio fu ricostruito, e la capienza fu portata a 25.000 spettatori.
Nel 1975 il settore di tribuna più datato fu ricostruito da una struttura dal design più moderno. Questo settore esiste ancora oggi e può ospitare circa 4.000 spettatori.
Lo stadio è stato nuovamente ampliato nel 1978 e portato ad una capacità di 30.000 posti a sedere.
Nel 2015 l'impianto è stato ristrutturato, e la sua capienza è stata portata a 17.000 posti a sedere.

## Struttura

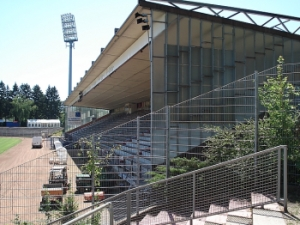
La tribuna coperta.

L'impianto è a pianta ovale, con il settore di tribuna al coperto. Il terreno di gioco è in erba naturale, corredato da una pista di atletica. La capienza è di 17.000 posti a sedere.

## Sponsorizzazione

Logo ufficiale dello stadio con sponsorizzazione.

Dal luglio del 2014 l'impianto è sponsorizzato dalla Darmstadt Merck KGaA, azienda chimica e farmaceutica della città, per un importo di 300.000 euro l'anno. L'accordo tra la Merck e la città di Darmstadt è fissato a cinque anni. Lo stadio è quindi stato rinominato in Merck-Stadion am Böllenfalltor.